# خوزنين (رامند الجنوبي)
خوزنين (بالفارسية: خوزنین) هي قرية تقع في إيران في قسم رامند الجنوبي الريفي. يقدر عدد سكانها بـ 2,865 نسمة .